# You Are Here (álbum)
You Are Here es el décimo séptimo álbum de estudio de la banda británica de hard rock y heavy metal UFO, publicado en 2004 por el sello SPV/Steamhammer Records.
Es el primer disco en que participa el guitarrista Vinnie Moore en reemplazo de Michael Schenker y de igual manera es el primero y el único del baterista Jason Bonham reemplazando a Aynsley Dunbar. También en este álbum retorna el tecladista ícono de la banda Paul Raymond, tras más de cinco años alejado de UFO.

## Lista de canciones
| N.º | Título                       | Escritor(es)                 | Duración |  |
| 1.  | «When Daylight Goes to Town» | Mogg, Moore                  | 4:33     |  |
| 2.  | «Black Cold Coffee»          | Mogg, Moore                  | 3:20     |  |
| 3.  | «The Wild One»               | Mogg, Moore                  | 5:39     |  |
| 4.  | «Give It Up»                 | Mogg, Moore, Way             | 4:25     |  |
| 5.  | «Call Me»                    | Mogg, Moore                  | 4:03     |  |
| 6.  | «Slipping Away»              | Mogg, Moore                  | 4:56     |  |
| 7.  | «The Spark That Is Us»       | Mogg, Moore, Raymond, Bonham | 4:11     |  |
| 8.  | «Sympathy»                   | Raymond                      | 3:48     |  |
| 9.  | «Mr. Freeze»                 | Mogg, Moore                  | 4:43     |  |
| 10. | «Jello Man»                  | Mogg, Moore                  | 4:13     |  |
| 11. | «Baby Blue»                  | Mogg, Moore                  | 4:31     |  |
| 12. | «Swallow»                    | Mogg, Moore, Bonham          | 4:30     |  |

## Músicos
- Phil Mogg: voz
- Vinnie Moore: guitarra líder
- Pete Way: bajo
- Paul Raymond: Instrumento de teclado y guitarra rítmica
- Jason Bonham: batería